# Shenyang J-15
Le Shenyang J-15 (en chinois : 歼-15), surnommé « Requin Volant » (en chinois : 飞鲨, Fēishā), est un avion de combat de la marine chinoise, développé par Shenyang Aircraft Corporation et l'Institut 601 des porte-avions de la marine chinoise. Les rumeurs ont initialement prétendu que l'avion devait être une variante semi-furtive. Pourtant des rapports postérieurs indiqueront que l'avion est basé sur le chasseur de conception soviétique Soukhoï Su-33, mais avec un système d'armes, un radar, des moteurs et un armement chinois.
Un prototype de Su-33 inachevé, le T-10K-3, a été acquis auprès de l'Ukraine en 2001 et a été largement étudié, ainsi le développement du J-15 commença immédiatement,,,.
Tandis que le J-15 semble être structurellement basé sur le Su-33, le chasseur indigène dispose de technologies chinoises aussi bien que de l'avionique du programme J-11B. La mise en service des deux premiers appareils a eu lieu le 24 septembre 2012 sur le premier porte-avions chinois, le Liaoning,.

## Développement
La Chine à de nombreuses occasions a cherché à acheter des Su-33 à la Russie, une offre infructueuse a ainsi été faite en mars 2009. Mais les négociations se sont effondrées en 2006, après que l'on a découvert que la Chine avait développé une version modifiée du Soukhoï Su-27SK désigné Shenyang J-11B, en violation des accords de propriété intellectuelle.
Le programme J-15 a été officiellement lancé en 2006. Le directeur de la conception générale du J-15 est M. Sun Cong (孙聪) (zh). Le directeur général adjoint est M. Wang Yongqing (王永庆).
Le premier prototype du J-15 a fait son premier vol le 31 août 2009, mû par des moteurs AL-31 achetés en Russie. Une vidéo et des images du vol sont apparues en juillet 2010, montrant un fuselage de conception similaire au Su-33.
En juillet 2011, il a été annoncé que le réacteur à double flux chinois FWS-10H a été choisi pour le chasseur embarqué J-15, qui a une poussée au décollage accrue à 12 800 kg, à comparer au réacteur à double flux FWS-10 affichant 12 500 kg. D'autres améliorations ont été aussi faites pour atteindre les caractéristiques requises à l'embarquement sur porte-avion. Les turboréacteurs chinois WS-10 se sont révélés extrêmement sujets aux problèmes et ont nécessité une maintenance fréquente en usine, de sorte que les J-15 de base sont restés, en 2018, avec des turboréacteurs russes AL-31F.
Le 6 mai 2010, l'avion a effectué avec succès son premier décollage d'un pont d'envol.
Une variante biplace a fait son premier vol le 4 novembre 2012.

## Historique
Le 551 a effectué son premier vol le 31 août 2009.
Le 10 août 2011, les premiers essais d'appontage du Shenyang J-15 sur le Liaoning (16) se sont déroulés avec succès au large de Dalian.
Fin novembre 2012, 7 prototypes de J-15 ont été construits, portant les numéros 551 à 557.
Les 552 et 553 qui sont affectés avec la majorité des autres prototypes à la base de formation aéronavale à Xingcheng ont effectué les premiers appontages et décollages sur le Liaoning (16) le 20 septembre 2012,.
Il entre officiellement en service avec le porte-avion, le 24 septembre 2012,.
Le 25 novembre 2012, 5 pilotes chinois de « renom » décollent et atterrissent avec succès avec des J-15 sur le Lianoning.
En décembre 2013, des médias chinois ont annoncé que la fabrication en série du J-15 dans sa version complètement opérationnelle avait commencé, avec les peintures de combat.
En juillet 2016, une nouvelle variante du J-15, capable d'opérations CATOBAR et portant un nouveau radar AESA, a effectué son premier vol, avec la désignation provisoire de J-15A.
Il est considéré en 2018 comme un avion ayant un système de vol défectueux. Un premier accident a lieu le 6 avril 2016, un second le 27 avril de la même année entraîne la mort du pilote. Deux autres accidents auraient eu lieu en date du 4 juillet 2018. Les autorités chinoises travaillant sur un successeur à cette date.

### Développement lié
- Shenyang J-11

### Aéronefs comparables
- Mikoyan MiG-29K
- Dassault Rafale
- Boeing F/A-18E/F Super Hornet
- Soukhoï Su-33